# Franziskus Knoll
Franziskus Knoll  OP (* 1971 in Bad Säckingen) ist ein deutscher, römisch-katholischer Theologe und Priester sowie Gesundheitswissenschaftler.

## Leben
Knoll absolvierte eine Ausbildung zum Gesundheits- und Krankenpfleger, arbeitete einige Jahre im Pflegeberuf in unterschiedlichen Fachdisziplinen, bevor er dann Pflegepädagogik an der Katholischen Hochschule Mainz studierte. Am Bildungsinstitut für Gesundheitsfachberufe in Trier unterrichtete er von 1998 bis 2001 angehende Pflegekräfte. Im Jahr 2001 trat er in den Dominikanerorden (Provinz Teutonia Köln) ein und studierte von 2002 bis 2007 Katholische Theologie an der Johannes Gutenberg-Universität Mainz. Nach seiner Priesterweihe im Jahr 2008 durch Karl Kardinal Lehmann absolvierte er eine Weiterbildung in der Krankenhausseelsorge (CPE) am Rush-Medical-Center in Chicago. Von 2009 bis 2011 war Knoll Krankenhausseelsorger im Marien-Krankenhaus und im Evangelischen Krankenhaus in Bergisch Gladbach. Parallel dazu begann er ein Promotionsstudium an der Philosophisch-Theologischen Hochschule Vallendar  (PTHV) bei Doris Nauer und wurde dort im Jahr 2014 mit dem Prädikat summa cum laude promoviert. Von 2015 bis 2020 war Knoll Juniorprofessor für Diakonische Theologie und Spiritualität an der PTHV und lehrte an der Theologischen Fakultät Pastoraltheologie, vor allem jedoch in den pflegewissenschaftlichen Studiengängen anthropologische, ethische und spiritualitätsbezogene Grundlagen. Im Jahr 2020 erwarb er das Rheinland-Pfalz-Zertifikat für Hochschuldidaktik. Nach erfolgreichem Abschluss der Juniorprofessur wirkte er von 2020 bis 2022 als außerplanmäßiger Professor für Diakonische Theologie, Spiritualität und Pflegeethik an der PTHV (heute: VinzenzPallotti-University). Von 2016 bis 2021 war Knoll neben seiner Tätigkeit in der Lehre als Studien- und Prodekan der Theologischen Fakultät der Vinzenz-Pallotti-University tätig. Lehraufträge führten ihn ins In- und Ausland. Seit 2020 promoviert Knoll an der Fakultät für Gesundheitswissenschaften an der Universität Witten-Herdecke bei Arndt Büssing. Die Platzierung primo loco erhielt er 2020 im Berufungsverfahren zur Wiederbesetzung der Professur für Pastoraltheologie und Homiletik an der Theologischen Hochschule Chur. Seit August 2022 ist Franziskus Knoll ordentlicher Professor für Pastoraltheologie und Homiletik an der Theologischen Hochschule Chur. Die am 29. September 2022 gehaltene Antrittsvorlesung trug den Titel „Machen, worauf es ankommt!“ Herausforderungen Diakonischer Pastoral heute. Seit Oktober 2022 ist Knoll geschäftsführender Leiter des Pastoralinstituts an der Theologischen Hochschule Chur. Von 2023 bis 2025 war er Präsident der Arbeitsgemeinschaft Praktische Theologie Schweiz. Er ist Mitglied in der Programmleitung der Aus- und Weiterbildungsstätte in Seelsorge, Spiritual Care und Pastoralpsychologie (AWS Schweiz) in Bern.

## Wissenschaftliches Wirken
Die Schwerpunkte der Tätigkeit von Knoll liegen in den Bereichen Diakonische Theologie, Krankenhausseelsorge, Spiritualität in der Pflege sowie in der Pflegeethik. Knoll ist u. a. seit 2020 ordentliches Mitglied der Ethikkommission der Deutschen Gesellschaft für Pflegewissenschaft, im wissenschaftlichen Beirat der Fachzeitschrift Spiritual Care sowie Editorial Board Member des Journals Religions.

## Auszeichnungen
Im Jahr 2015 erhielt Knoll für seine Dissertation den Wissenschaftspreis der CV-Akademie und im Jahr 2016 den Lorenz-Werthmann-Preis des Deutschen Caritasverbands.

## Werke (Auswahl)
- Mensch bleiben! Lehrbuch Anthropologie, Ethik und Spiritualität für Pflegeberufe. Kohlhammer, Stuttgart, 2020, ISBN 978-3-17-032521-0.
- Mensch bleiben! Zum Stellenwert der Spiritualität in der Pflege. Kohlhammer, Stuttgart 2015, ISBN 978-3-17-029626-8.
- mit Hanno Heil und Ulrich Engel (Hg): Bewährtes bewahren – Neues wagen! Innovative Aufbrüche in der Seelsorge und darüber hinaus. Kohlhammer, Stuttgart, 2022, ISBN 978-3-17-041668-0.
- mit Isabelle Noth, Mathias Mütel und Mathias Wirth (Hg): Seelsorge und Diakonie. Kohlhammer, Stuttgart, 2023, ISBN 978-3-17-043889-7.